# Juan Sarcione
Juan Sarcione (Buenos Aires, 8 de septiembre de 1888 - ibídem,  4 de noviembre de 1961) fue un popular actor de cine y teatro, y un eximio cantante y compositor de tango argentino. La actriz Fanny Navarro era su sobrina.

## Carrera profesional

### Filmografía
- 1933: ¡Tango! como El Malandra
- 1934: Riachuelo
- 1935: La barra mendocina
- 1936: Santos Vega
- 1936: Loco lindo  como Ponciano
- 1936: Amalia
- 1937: Los locos del cuarto piso
- 1937: Murió el sargento Laprida  como el Capitán Almagro
- 1940: Explosivo 008
- 1941: Fronteras de la ley
- 1941: Fortín Alto
- 1943: Valle negro
- 1948: Juan Moreira
- 1955: Marianela[2]

### Radio
En la década del '30 y '40 formó su propia Compañía radioteatral. En 1941 estrenó La moza del manto rojo de Emilio Quiroga.
También hizo una radionovela junto a Pancho Rolón. En 1940 trabajó junto a Eva Perón en La carga de los valientes.
Participó en un ciclo creado, escrito y dirigido por Jerónimo Martinelli Massa e Ismael R. Aguilar junto a Lea Conti y Pablo Racioppi.

### Teatro
Sarcione fue un importante actor teatral en la época dorada argentina. En 1915 trabajó en el Teatro San Martín, haciendo del sargento Chirino, en la "Compañía de Elías Alippi" y José González Castillo, representando la obra Juan Moreira junto a Gardel, José Razzanoy otros cantores.
Trabajó en una popular obra estrenada en el Teatro El Nacional de Corrientes 960, con presentación de la orquesta de Francisco Canaro, y la actuación de Tita Merello, Tito Lusiardo, Amanda Las Heras, Eduardo Sandrini, Elsa O'Connor, Abelardo Farías y Domingo Conte.
Con la "Compañía con Vittone-Pomar", junto con Olinda Bozán, María Esther Podestá y Marta Poli, y el maestro Francisco Payá, partió hacia México el 14 de octubre de 1923 para presentarse con un espectáculo el 15 de noviembre en el Teatro Esperanza Iris.
También trabajó en teatro con  Pepe Arias, Libertad Lamarque, Manolita Poli, Ignacio Corsini, Eva Franco, Alberto Gómez, Alicia Vignoli, Luis Sandrini, Pedro Maffia  y Rosa Catá. En 1926 recorrió toda América con la gran Camila Quiroga.
Trabajó en la obra Gorrión, junto con Roberto Escalada, Adalberto Campos, Mary Lewis, Pérez Bilbao y Ricardo Ruiz.
En 1928 hizo una gira con Azucena Maizani llevando un espectáculo titulado Su majestad, el tango, donde se estrenó el sainete argentino El conventillo de la paloma.
A fines de 1952 participó de la obra Un árbol para subir al cielo de Fermín Chávez, bajo la Compañía de la primera actriz Lola Membrives. Junto con amplio elenco como Marcelle Marcel, Sara Olmos, René Cossa, Mario Danesi, Virginia de la Cruz, Pierina Dealessi, Nelly Darén, entre otros.

### Etapa como cantante y compositor
Juan Sarcione perteneció al grupo de los talentosos compositores y músicos de la época de mayor esplendor del tango en Argentina. Entre ellos también estaban Rafael Iríarte, Domingo V. Lombardi, Juan Pedro López, Francisco Martino, Julio Navarrine y Alfredo Navarrine, Mario Pardo, Juan Raggi, Elías Regules, Ambrosio Río, Francisco Aníbal Riú, Ignacio Riverol, Saúl Salinas y Félix Scolatti, entre muchos otros.
También compuso algunos temas usados por "El zorzal" Carlos Gardel como fue Tristeza Gaucha quien fue grabado por Adolfo Berta con Alberto Mastra como guitarrista.  También compuso los temas:
- Aquel Clavel, un vals  junto con A. Diéguez.
- Tardecita gris junto con Ciriaco Ortíz.
- Largue a esa mujica
- Alma
- Buenos Tiempos
- Siempre te amaré, un vals con Saverio Junissi
- Escucháme Negra
- Mascarita
- Tiráme una serpentina[6]

En 1911 hasta 1921 formó el exitoso "Dúo Sarcione - Salinas" con el músico Saúl Salinas con quien grabó los temas A Ángel Zardo y Flor Marchita. Además hizo varias giras por el país junto con el bailarín, bandoneonista y compositor, Miguel Bucino.

## Vida privada
Estuvo casado por varias décadas con la bailarina de tango Rosita Solá.